# 후쿠에정 (나가사키현)
후쿠에정(福江町)은 나가사키현 미나미마쓰우라군에 설치되었던 정이다. 현재의 고토시에 해당한다.